# Jean Grae
Jean Grae (občanským jménem Tsidi Ibrahim, také známá pod jménem What? What?; * 27. listopadu 1976, Kapské Město) je hip hopová zpěvačka a rapperka z New Yorku.

## Biografie

### Počátky
Narodila se v Kapském Městě v Jihoafrické republice jako dcera jihoafrických hudebníků (Sathima Benjamin a Abdullah Ibrahim) a vystudovala zpěv na škole hudby a umění La Guardia předtím, než promovala z podnikání v hudbě na Newyorské univerzitě.

### Počáteční kariéra (1996–1998)
Grae se později přidala k hip-hopové hudební skupině Natural Resource a v roce 1996 vydali pár 12palcových singlů nazvaných Negro League Baseball : „Bum Deal“, „They Lied“, „Bum Deal (remix)“, „They Lied (remix)“ a „I Love This World“ vydaných Makin' Records. Taktéž se objevila na nahrávkách jiných umělců z Makin‘ Records (Pumpkinhead, Bad Seed a Meat-pie) a produkovala většinu nahraného materiálu pod pseudonymem Run Run Shaw. Během tohoto období navázala úzké vztahy se skupinou Brooklyn Academy, se kterou se bude objevovat během své kariéry.

### Sólová kariéra (1998–2004)
Skupina Natural Ressource se rozpustila v roce 1998, poté si Ibrahim změnila umělecké jméno What? What? na Jean Grae, podle Jean Grey, postavy z filmu X-Men. Pod novou přezdívkou vydala svou první vinylovou nahrávku —Attack of the Attacking Things—in 2002, po které během 2 let následovala další dvě alba. Během své kariéry také vytvořila nahrávky s několika důležitými představiteli hip-hopu, například Atmosphere, The Roots, Talibem Kwelim, The Herbaliser, Da Beatminerz, Phontem, Mr. Lenem, Mastou Acem, Vordulem Megou, C-Rayz Walzem, Mos Defem a Immortal Technique.
Jean nahrála nevydané album nazvané Jeanius se slavným producentem ze Severní Karolíny 9th Wonderem, slavného díky skupině Little Brother. Poté, co byla tato nedokončená nahrávka umístěna na internet, práce na albu se přerušila. Ovšem při křtu alba 9th Wonder's Dream Merchant Volume 2 oznámila, že album Jeanius se ještě vydá. Album se dokonce poprvé vydalo pomocí Zune Live Marketplace 2 týdny před oficiálním vydáním 8. července 2008. Jinde se oznámilo, že její připravované 4. album, prozatím pojmenované „Phoenix“, se už začalo nahrávat. Několik lidí obeznámených s touto skutečností prohlásilo, že 9th Wonder bude mít lví podíl na autorských právech s neznámým britským producentem Passion hifi a Newyorčanem Clinikalem, z nichž oba budou mít na svědomí hudební složku alba.

### Blacksmith Records (2005–současnost)
V roce 2005 podepsala smlouvu s Blacksmith Records Taliba Kweliho poté, co rozpustila kontrakt s Babygrande Records. 28. dubna 2008 vložila blog na své stránce na MySpace, kterým se rozloučila se svými fanoušky. Nastala debata, zdali Jean Grae chce opustit hip-hop či jen MySpace. V červenci roku 2008 vložil Talib Kweli blog, kterým vysvětlil, jak se věci kolem alba mají, také připsal zprávu, že Jean Grae neodchází do důchodu a povzbudil fanoušky, aby si koupili album od „jedné ze zbylých opravdových MC“.
18. září 2008 Jean Grae vyvěsila inzerát na Craigslistu, kde nabízí své umělecké služby za 800 dolarů nebo 16 tyčinek. Ve svém příspěvku na blogu na MySpace to vysvětluje: „Nechci si už víckrát stěžovat, prostě chci změnit něco na způsobu, jakým se s umělcema zachází a na způsobu, jakým se vy, lidi, máte možnost přidat od té doby, co JE digitálné éra.“ 

## Diskografie

### Alba
- Attack of the Attacking Things (2002)
- The Bootleg of the Bootleg EP (2003)
- This Week (2004)
- The Orchestral Files (2007)
- Jeanius s 9th Wonderem (2008)
- The Evil Jeanius s Blue Sky Black Death (2008)